# Playgirl
Playgirl ist ein monatlich in den USA erscheinendes Erotik- und Lifestylemagazin, in dem Männer mit nacktem Oberkörper oder ganz nackte Männer abgebildet waren. 1973, auf dem Höhepunkt der Feminismus-Bewegung, wurde es als Gegenstück zu Erotik-Magazinen für Männer (z. B. Playboy und Penthouse, welche entsprechende Fotos von Frauen veröffentlichen) gegründet.
Obwohl es als Magazin für heterosexuelle Frauen vertrieben wird, waren die Leser des Magazins im Jahr 2003 zu 30 bis 50 Prozent homosexuelle Männer. 2010 ging das Magazin davon aus, dass die Leser überwiegend männlich seien.
2009 wurde die Druckausgabe des Magazins eingestellt und Playgirl existierte fortan nur noch online. Im Februar 2010 wurde Playgirl neu lanciert und wird wieder als Druckheft angeboten.
Die deutsche Ausgabe des Hefts wurde bereits 2004 eingestellt.
Anders als der Playboy konnte Playgirl nicht viele Berühmtheiten überreden, sich für Fotos auszuziehen. In seinen ersten Jahren konnte das Magazin noch am erfolgreichsten Hollywood-Schauspieler gewinnen.
Unter den wenigen prominenten Nackt- und Halbnacktmodellen im Playgirl waren Sam J. Jones, der einige Jahre nach Erscheinen der Fotos in Flash Gordon spielte, WWE-Wrestler Shawn Michaels, Schauspieler und Sänger Tyrese Gibson, Sänger Peter Steele, Schauspieler Brad Pitt, Schauspieler Sylvester Stallone und Country-Sänger Keith Urban, dessen Frau Nicole Kidman sich von den Nacktfotos ihres Mannes beeindruckt gezeigt hat.
1990 bot Playgirl in einer gescheiterten Werbeaktion Prinz Charles 45.000 $ für ein großes Nackfoto von ihm in der Heftmitte. In einer anderen Aktion im September 2002 veröffentlichte das Magazin eine Serie von Nacktbildern, das sie „The Men of Enron“ (Die Männer von Enron) nannten und das ehemalige Enron-Mitarbeiter zeigte, die ihr Hemd „verloren“ hatten.
Gelegentlich veröffentlichte das Magazin Fotos von Stars, auf denen jedoch nicht mehr zu sehen war als auf Fotos in „normalen“ (nicht erotischen) Magazinen, zum Beispiel Bilder aus Filmszenen von Leonardo DiCaprio und Brad Pitt. Oft benutzte das Magazin Fotos von Filmstars und Berühmtheiten als Titelblatt, diese wurden in der Zeitschrift allerdings nur interviewt oder porträtiert – Nacktbilder waren in den späteren Jahren die Ausnahme.
Jedes Jahr veröffentlicht Playgirl die „Ten Sexiest Men“ und wählte einen der Männer des vergangenen Jahres zum „Mann des Jahres“.